# Щепино (Карелия)
Щепино — деревня в составе Великогубского сельского поселения Медвежьегорского района Республики Карелия, комплексный памятник истории.

## Общие сведения
Расположена на острове Волк в северной части Онежского озера.

## Население
| 2002 | 2010 | 2013 |
| ---- | ---- | ---- |
| 5    | ↘2   | →2   |

## Интересные факты
Памятник архитектуры начала XX века — жилой дом Щепина из деревни Щепино был перенесен в музей-заповедник «Кижи».